# Hrabstwo Custer (Montana)
Hrabstwo Custer (ang. Custer County) – hrabstwo w stanie Montana w Stanach Zjednoczonych. Według szacunków United States Census Bureau w roku 2023 miało 11 985 mieszkańców. Siedzibą hrabstwa jest Miles City.

## Miasta
- Miles City
- Ismay

## Sąsiednie hrabstwa
- Hrabstwo Prairie – północ
- Hrabstwo Fallon – wschód
- Hrabstwo Carter – południowy wschód
- Hrabstwo Powder River – południe
- Hrabstwo Rosebud – zachód
- Hrabstwo Garfield – północny zachód

## Demografia
Według danych pięcioletnich z 2022 roku, 89,4% mieszkańców stanowiła ludność biała nielatynoska, 5,5% było rasy mieszanej, 3,6% to Latynosi jakiejkolwiek rasy, 1,2% rdzenna ludność Ameryki, 0,38% Azjaci, 0,23% ludność czarna lub Afroamerykanie i 0,14% pochodziło z wysp Pacyfiku.
Do największych grup należały osoby pochodzenia niemieckiego (28,4%), irlandzkiego (13,8%), angielskiego (10,6%),  norweskiego (9,2%), francuskiego (5,5%), „amerykańskiego” (4,4%), szkockiego lub szkocko–irlandzkiego (4,2%), włoskiego (3,5%) i meksykańskiego (3,2%).
Średni dochód gospodarstwa domowego (dane z 2022) w hrabstwie wynosi 61 114 dolarów, zaś dochód na mieszkańca 34 830 dolarów. 10,8% mieszkańców żyje poniżej relatywnej granicy ubóstwa.

## Religia
W 2020 roku najwięcej osób deklaruje członkostwo w kościołach protestanckich (ponad 20%, głównie ewangelikalnych), następnie byli: Kościół katolicki (16,5%), mormoni (1,8%) i świadkowie Jehowy (1%).

## Polityka
Hrabstwo od 1968 roku pozostaje bastionem Partii Republikańskiej. W wyborach prezydenckich w 2024 roku, Donald Trump wygrał z Kamalą Harris stosunkiem głosów 72,5% do 23,9%.